# Riacho Fundo
| Região Administrativa de Riacho Fundo         |                                                                                     |
| Vista aérea da área central de Riacho Fundo   |                                                                                     |
| \| \| \| Bandeira \|                          |                                                                                     |
| Região Administrativa XVII                    |                                                                                     |
| Fundação: 13 de março de 1990 (35 anos)       |                                                                                     |
| Lei de criação: 620 de 15 de dezembro de 1993 |                                                                                     |
| Mapa de Riacho Fundo                          |                                                                                     |
| Limites:                                      | Riacho Fundo II, Samambaia, Taguatinga, Águas Claras, Núcleo Bandeirante e Park Way |
| Distância de Brasília:                        | 18 km                                                                               |
| Administrador(a):                             | Rogério Bambam                                                                      |
| Área                                          |                                                                                     |
| - Total                                       | 56,02 km²                                                                           |
| População                                     |                                                                                     |
| - Total                                       | 41.040 habitantes 2024                                                              |
| IDH                                           | 0,826 alto SEPLAN/2000                                                              |
| Site governamental                            | www.riachofundo.df.gov.br                                                           |
| Bandeira de Riacho Fundo                      |                                                                                     |
| Bandeira                                      |                                                                                     |

Riacho Fundo é uma região administrativa do Distrito Federal brasileiro.

## História

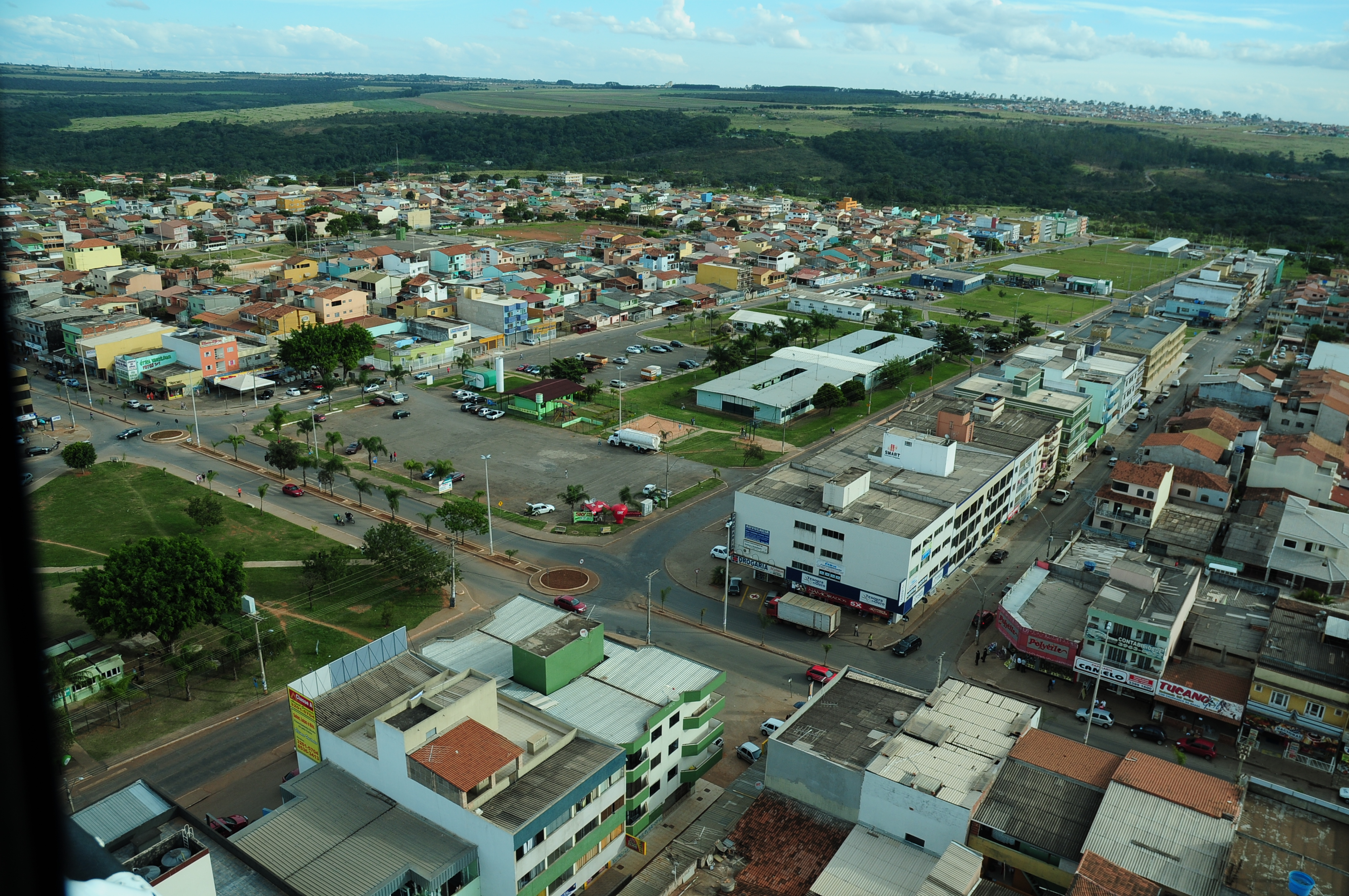
Vista aérea de Riacho Fundo

Riacho Fundo originou-se da Granja do mesmo nome, localizada às margens do ribeirão Riacho Fundo, criada logo após a inauguração de Brasília, onde havia uma vila residencial para funcionários públicos. O Governo do Distrito Federal loteou a Granja em 13 de março de 1990, transferindo para lá moradores do bairro Telebrasília (localizado na Asa Sul), dentre outras localidades. A condição de região administrativa foi conferida pela Lei nº 620, de 15 de dezembro de 1993.
A Granja também abrigou a residência oficial dos governos militares e, mais tarde, foi transformada no Instituto de Saúde Mental. A área é considerada atualmente uma Área de Proteção Ambiental (APA) por abrigar nascentes de córregos e rica biodiversidade do Cerrado.
Em 1994, foi criado o parcelamento de Riacho Fundo II, que tornou-se uma nova região administrativa em 2003.
Na área rural, encontram-se a Colônia Agrícola Sucupira, o Combinado Agrourbano - CAUB I, a Fundação Cidade da Paz, a sede da Universidade Holística Internacional e o setor de produção de sementes da EMBRAPA.

## Demografia

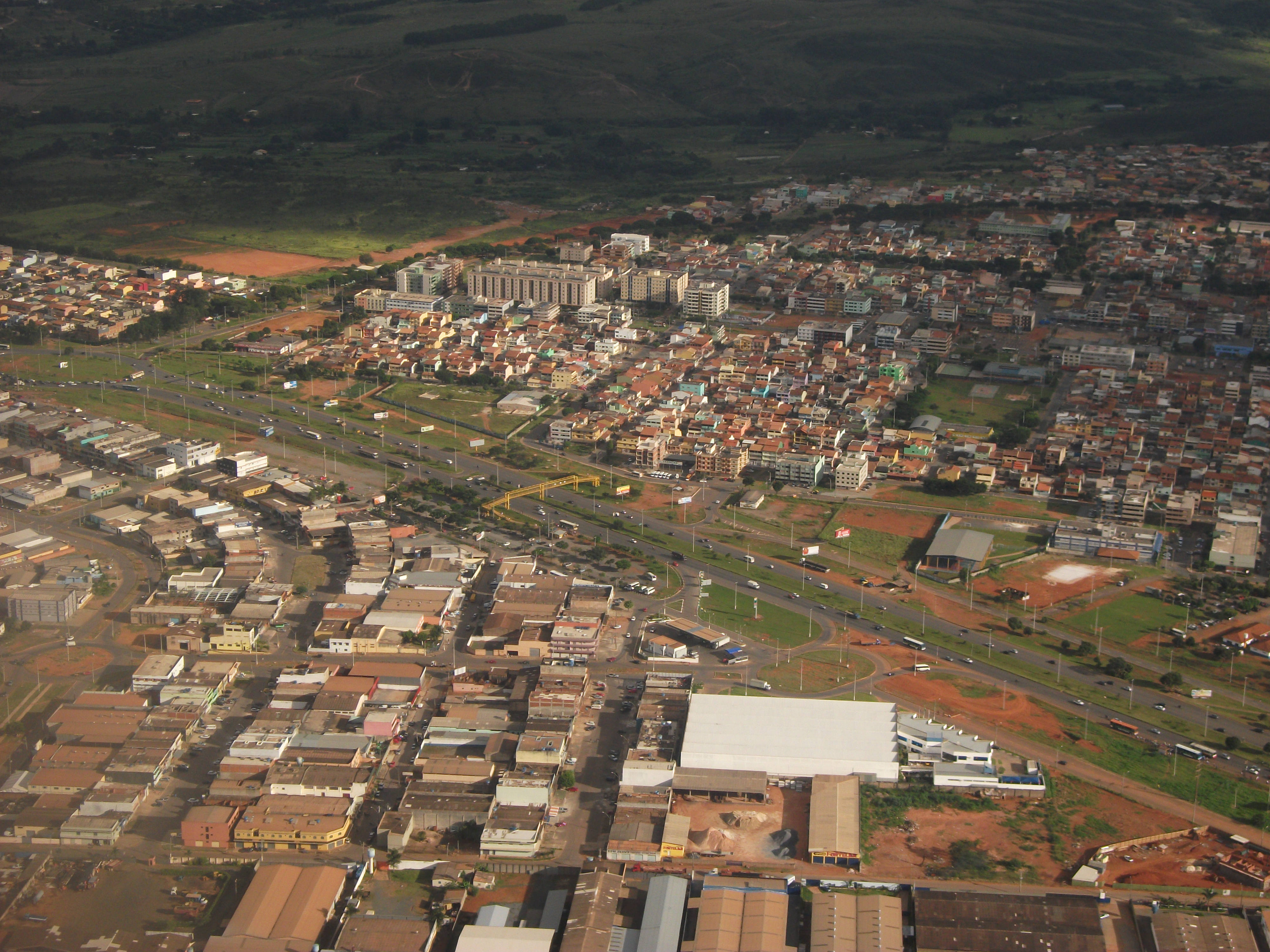
Vista aérea do final de Riacho Fundo

Segundo a PDAD-A 2024, a população urbana era de 41.040 pessoas, sendo 53,5% do sexo feminino. A idade média da população era de 34,3 anos.

## Perfil Socioeconômico
- 61,7% da população com 14 anos ou mais são economicamente ativas
- 47,7% trabalham no setor privado (empregados com carteira assinada)
- 35,7% dos empreendedores são MEI
- 91,8% dos assalariados privados têm carteira assinada
- 35,6% da população com 25 anos ou mais possui ensino superior completo
- 98,4% dos domicílios têm acesso à internet
- 84,6% da população possui celular

## Segurança pública
- 29ª Delegacia de Polícia Civil (QS 06)
- 28º Batalhão da Polícia Militar
- 21º Grupamento do Corpo de Bombeiros Militar do DF
- Reuniões mensais entre representantes da PMDF, PCDF e CBMDF

## Lazer
A região conta com:
- Skate park
- Centro Olímpico e Paralímpico
- Feira Permanente do Riacho Fundo (funciona diariamente)
- Biblioteca Pública

## Parque Ecológico do Riacho Fundo
- Criado em 1997 pela Lei nº 1.705/97
- Possui 480 hectares
- Classificado como Área de Proteção Ambiental
- Abriga espécies como jaguatiricas, macacos e bagres
- Foco em preservação ambiental, educação e lazer sustentável
- Viveiro com mais de 100 espécies nativas do Cerrado (50 medicinais e aromáticas)
- Viveiro criado em 2014 com apoio da comunidade e do IBRAM